# Babin vrh
Babin vrh je jedan od vrhova južnog Velebita i visok je, osivno o izvorima, od 1738 do 1741 m. Ispod vrha, na nadmorskoj visini od 1589 m, nalazi Babino jezero. Planinski put bukova staza prolazi pored jezera i vodi na vrh.
Nalazi se oko 10 km južno od sela Medka.
Iako je 16 m niži od Vaganskog vrha (1757 m) i Svetoga brda (1751 m), na starijim kartama je imao netočno označenu visinu (1798 m), pa je pogrešno smatran najvišim vrhom Velebita.